# Pyrinia augustata
Pyrinia augustata är en fjärilsart som beskrevs av Charles Oberthür 1912. Pyrinia augustata ingår i släktet Pyrinia och familjen mätare. Inga underarter finns listade.